# 弗伦斯多夫
弗伦斯多夫是德国巴伐利亚州班贝格县的一个市镇。总面积44.01平方公里，总人口4904人，其中男性2429人，女性2475人（2011年12月31日），人口密度111人/平方公里。